# Leonhard Heyl

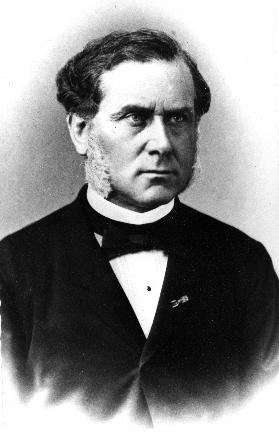
Leonhard Heyl

Leonhard Heyl (* 1814 in Worms; † 1877 ebenda) war ein deutscher Unternehmer und Politiker.

## Leben
Nach dem Besuch des Gymnasiums war Heyl als Kaufmann im Tabakhandel und als Holzhändler tätig. 1848/49 gehörte er zum Vorstand des liberal-konstituellen Bürgervereins in Worms, der die Politik Heinrich von Gagerns unterstützte.
Nach dem Tod seines Vaters im Jahr 1854 nützte Heyl das ererbte Vermögen 1856 zur Gründung der Wollgarn-Spinnerei Worms AG, die schon 1857 289 Arbeiter beschäftigte. Weitere 188 Arbeiter waren in der Tabakfabrik Leonhard Heyl & Comp. beschäftigt. Von 1856 bis 1875 war Heyl Präsident der Handelskammer Worms, 1857 wurde er in den Vorstand der Kasinogesellschaft gewählt, dem damals wichtigsten bürgerlichen Verein in Worms.
Großherzog Ludwig III. von Hessen und bei Rhein berief Heyl 1859 zum Mitglied auf Lebenszeit in der I. Kammer der Landstände des Großherzogtums Hessen. 1863 wurde Heyl vom Großherzog zum Kommerzienrat ernannt, 1871 als erster Industrieller im Großherzogtum Hessen zum Geheimen Kommerzienrat.
Heyls Vermögen betrug 1877 bei seinem Tod etwa 750.000 Mark. Er wurde auf dem städtischen Friedhof beigesetzt und später in den Heylschen Familienfriedhof an der Gottliebenkapelle in Herrnsheim umgebettet.